# Великий Ух
Великий Ух (рос. Большой Ух) — радянський мальований мультиплікаційний фільм, випущений студією «Екран» в 1989 році. 

## Сюжет
Дивна істота на ім'я Великий Ух приземляється в самому звичайному лісі. Інопланетянин любить слухати, що відбувається в космосі, особливо музику зірок. А тут він знайде нових друзів, побачить, як у місячному світлі розпускається латаття (латаття біле), і навчиться бути корисним для інших.

## Ролі озвучували
- Олександр Ільїн — Ух
- Зоя Пильнова — Вовченя
- Олександр Пожаров — Пугач
- Людміла Гнілова — каженя Кондрат

## Знімальна група
- Автор сценарію: Михайло Шелехов
- Режисер: Юрій Бутирін
- Художники-постановники: Юрій Ісайкін, Тетяна Арешкова
- Оператор: Ернст Гаман
- Композитор: Іраклій Габелія
- Звукооператор: Неллі Кудріна
- Художники-мультиплікатори: Володимир Спорихін, Андрій Колков, Олександр Єлізаров, Михайло Зайцев, Світлана Січкар
- Художники: Ірина Черенкова, Ігор Медник, Галина Чернікова, Людмила Строганова, Ніна Іванчева, Жанна Корякіна
- Монтажер: Світлана Сімухіна
- Редактор: Аліса Феодоріді
- Директор: Людміла Авдєєва

## Версія англійською мовою
9 серпня 2018 року на YouTube-каналі «Советское телевидение. ГОСТЕЛЕРАДИОФОНД России» була викладена версія мультфільму «Великий Ух» англійською мовою.